# Філіп Браун
Філіп Бра́ун  (англ. Philip Brown, 6 січня 1962) — британський легкоатлет, олімпійський медаліст.

## Виступи на Олімпіадах
| Олімпіада         | Дисципліна              | Місце     |
| ----------------- | ----------------------- | --------- |
| Лос-Анджелес 1984 | біг на 400 метрів       | 7 h2 r2/4 |
| Лос-Анджелес 1984 | естафета 4 x 400 метрів | 2         |
| Сеул 1988         | естафета 4 x 400 метрів | 5         |